# Wildhäuser
Wildhäuser (auch Dietmannsdorf-Wildhäuser) ist ein Weiler der Ortschaft Dietmannsdorf an der Wild in der Gemeinde Brunn an der Wild im Bezirk Horn in Niederösterreich.

## Lage
Der Weiler befindet sich westlich von Dietmannsdorf unmittelbar nördlich der Waldviertler Straße und besteht aus mehreren Gehöften und einem Sägewerk. Der Name nimmt Bezug auf die Wild, dem westlich angrenzenden Waldgebiet.